# Космічна сонячна енергетична станція «Сонячний ключ»
Сонячний ключ - проєкт космічної сонячної енергетичної станції розробки КБ «Південне».
Проєкт подібної станції вперше було продемонстровано 5 вересня 2009 року на авіасалоні МАКС-2009.

## Передумови розробки
Один з напрямків розвитку альтернативної енергетики ґрунтується на створенні та використанні космічних сонячних електричних станцій (КСЕС). 
Протягом останніх 40 років запропоновано багато проєктів КСЕС. Спільним елементом цих проєктів є приймач сонячної енергії, в основному у вигляді панелей фотоелектричних перетворювачів. 
Узагальнений проєкт такої КСЕС має такі характеристики: 
- - Розміри панелей фотоперетворювачів 5-10 км;
- - Потужність передається на Землю у вигляді НВЧ-випромінювання - 5000 МВт;
- - Вага на орбіті - 150000 т.

Основний вага КСЕС складають панелі фотоперетворювачів. 
Аналіз здійсненності такого проєкту показав, що створення конструкції КСЕС можливо на сучасному технічному рівні, а створення засобів для її виведення та обслуговування в космосі на сучасному технічному рівні не можливо. 
Аналіз властивостей земної атмосфери показав, що явище рефракції в земній атмосфері вище хмарного шару викликає виникнення сфері концентрації сонячного випромінювання в космічному просторі. Ця область розташована на продовженні осі, спрямованої з центра Сонця до центру Землі (фокальна вісь) на відстані від 0,6 до 1,2 млн км від центру Землі. 
Ступінь концентрації сонячного випромінювання уздовж фокальній осі може становити до 2000 разів на відстані 10 м від фокальній осі, до 1000 разів на відстані 20 м, до 500 разів на відстані 40 м, до 200 разів на відстані 100 м. 
Використання земної атмосфери як концентратора покладено в основу концепції КСЕС "Сонячний ключ". 
КСЕС "Сонячний ключ" включає:
- космічний сегмент з відбиваючих та перевідбиваючих космічних апаратів з дзеркалами, що відбивають концентроване сонячне випромінювання (енергетичний промінь);
- наземні приймачі енергетичного променя (ПЕП).

Відбиваючі космічні апарати (ОКА) розміщені безпосередньо в області концентрації. 
Перевідбиваючі космічні апарати (ПКА) розміщені в космічному просторі над полярними областями Землі і на геостаціонарній орбіті. 
Оптично ОКА і ПКА і ПЕЛ пов'язані енергетичними променями. 
Порівняння загальних характеристик узагальненого проєкту КСЕС з КСЕС "Сонячний ключ" наведено в таблиці нижче.
| Характеристики                                                | Узагальнений проєкт КСЕС | КСЕС «Сонячний ключ» |
| ------------------------------------------------------------- | ------------------------ | -------------------- |
| Потужність, що передається на Землю, ГВт                      | 5                        | 5                    |
| Загальна вага КСЕС на орбіті, т                               | 150000                   | 1200                 |
| Кількість космічних апаратів у складі КСЕС                    | 1                        | 80                   |
| Кількість пусків ракети-носія типу Зеніт-2 для створення КСЕС | не піддається оцінці     | 80                   |
| Можлива тривалість створення КСЕС на орбіті                   | не піддається оцінці     | ~ 3 роки             |

Цей проєкт унікальний тим, що це перший проєкт, який прорахований настільки, щоб бути реалізованим. 